# Parc paysager
Ne doit pas être confondu avec jardin à l'anglaise.

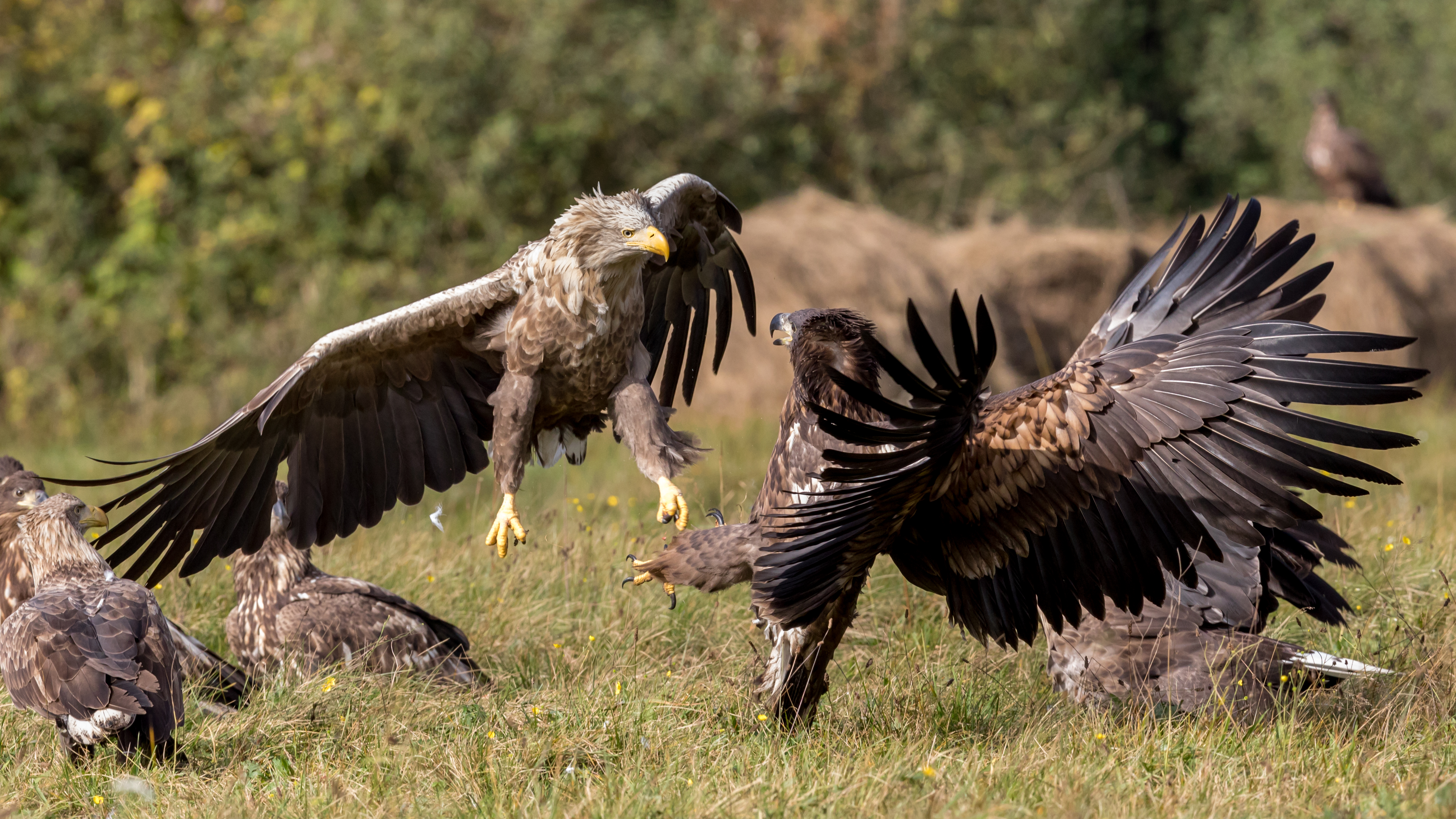
Dispute entre aigles - Pygargue à queue blanche - dans le parc paysager de Gostynin-Wloclawek, Pologne. Octobre 2017.

Un parc paysager (en polonais : Park Krajobrazowy,  en slovène : krajinski park) est, en Pologne et en Slovénie, un type d'aire protégée, similaire aux parcs naturels régionaux.